# U-21サッカーリトアニア代表
U-21サッカーリトアニア代表（U-21サッカーリトアニアだいひょう、リトアニア語: Lietuvos jaunimo iki 21 m. futbolo rinktinė, 英語: Lithuania national under-21 football team）は、リトアニアサッカー連盟によって編成されるリトアニアのサッカーの21歳以下のナショナルチームである。21歳以下を対象とするUEFA U-21欧州選手権に出場するためのチームである。

## UEFA U-21欧州選手権の成績
| 開催年 | 結果                          | 試       | 勝       | 分       | 負       | 得       | 失       |
| ------ | ----------------------------- | -------- | -------- | -------- | -------- | -------- | -------- |
| 1996   | 予選敗退                      | 予選敗退 | 予選敗退 | 予選敗退 | 予選敗退 | 予選敗退 | 予選敗退 |
| 1998   | 予選敗退                      | 予選敗退 | 予選敗退 | 予選敗退 | 予選敗退 | 予選敗退 | 予選敗退 |
| 2000   | 予選敗退                      | 予選敗退 | 予選敗退 | 予選敗退 | 予選敗退 | 予選敗退 | 予選敗退 |
| 2002   | 予選敗退                      | 予選敗退 | 予選敗退 | 予選敗退 | 予選敗退 | 予選敗退 | 予選敗退 |
| 2004   | 予選敗退                      | 予選敗退 | 予選敗退 | 予選敗退 | 予選敗退 | 予選敗退 | 予選敗退 |
| 2006   | 予選敗退                      | 予選敗退 | 予選敗退 | 予選敗退 | 予選敗退 | 予選敗退 | 予選敗退 |
| 2007   | 予選敗退                      | 予選敗退 | 予選敗退 | 予選敗退 | 予選敗退 | 予選敗退 | 予選敗退 |
| 2009   | 予選敗退                      | 予選敗退 | 予選敗退 | 予選敗退 | 予選敗退 | 予選敗退 | 予選敗退 |
| 2011   | 予選敗退                      | 予選敗退 | 予選敗退 | 予選敗退 | 予選敗退 | 予選敗退 | 予選敗退 |
| 2013   | 予選敗退                      | 予選敗退 | 予選敗退 | 予選敗退 | 予選敗退 | 予選敗退 | 予選敗退 |
| 2015   | 予選敗退                      | 予選敗退 | 予選敗退 | 予選敗退 | 予選敗退 | 予選敗退 | 予選敗退 |
| 2017   | 予選敗退                      | 予選敗退 | 予選敗退 | 予選敗退 | 予選敗退 | 予選敗退 | 予選敗退 |
| 2019   | 予選敗退                      | 予選敗退 | 予選敗退 | 予選敗退 | 予選敗退 | 予選敗退 | 予選敗退 |
| 2021   | 予選敗退                      | 予選敗退 | 予選敗退 | 予選敗退 | 予選敗退 | 予選敗退 | 予選敗退 |
| 通算   | 最高成績 : - 14大会中/0回出場 | 0        | 0        | 0        | 0        | 0        | 0        |

## 歴代監督
- スタシス・ダニセヴィチュス 1994-1995
- スタシス・スタンクス 1995-1999
- エウゲニウス・リアボヴァス 2000-2001
- アルギマンタス・リウビンスカス 2002
- ヴィルギニウス・リウブシス 2003-2004
- ヴィタリウス・スタンケヴィチュス 2004-2005
- サウリュス・シルメリス 2006
- イゴリス・パンクラチェヴァス 2007
- シェンデリス・ギルショヴィチュス 2008
- ヴァルダス・イヴァナウスカス 2009
- ヴィタリュス・スタンケヴィチュス 2009-2011
- ミンダウガス・ネオラス 2011
- ヴィタリュス・スタンケヴィチュス　2011-2012
- ミンダウガス・ネオラス 2012
- アルミナス・ナルベコヴァス 2013-2015
- アンタナス・ヴィンギリス 2015-2016
- カリート・ファルク 2017-2018
- ドナタス・ヴェンツェヴィチュス 2019-2020
- マリュス・スタンケヴィチュス 2021-2022